# مايكه هوفمان
مايكه هوفمان (بالألمانية: Meike Hoffmann)‏ هي مؤرخة الفن وأستاذة جامعية ألمانية، ولدت في 1962.